# 近藤史人
近藤 史人（こんどう ふみと、1956年2月3日 - ）は、テレビディレクター。愛媛県生まれ。愛光高校卒業。1979年東京大学文学部独文科卒業。
NHKに入局し、ディレクターとして、教養番組部、スペシャル番組部を経てエデュケーショナル統括部長。NHKスペシャル「革命に消えた絵画－追跡・ムソルグスキー『展覧会の絵』」で放送文化基金賞奨励賞受賞、1992年これを團伊玖磨との共著でNHK出版から刊行。また同「空白の自伝・藤田嗣治」を製作しこれをもとにしたノンフィクション、『藤田嗣治－「異邦人」の生涯』（講談社、2002）で、2003年大宅壮一ノンフィクション賞受賞（その後文庫）。2005年には講談社文芸文庫『腕一本・巴里の横顔　藤田嗣治エッセイ選』を編纂。